# Eustaquio Ilundáin y Esteban
Eustaquio Ilundáin y Esteban (Pamplona, 20 settembre 1862 – Siviglia, 10 agosto 1937) è stato un cardinale e arcivescovo cattolico spagnolo.
Fu nominato cardinale della Chiesa cattolica da papa Pio XI.

## Biografia
Nacque a Pamplona il 20 settembre 1862.
Papa Pio XI lo elevò al rango di cardinale nel concistoro del 30 marzo 1925.
Morì il 10 agosto 1937 all'età di 74 anni.

## Genealogia episcopale e successione apostolica
La genealogia episcopale è:
- Cardinale Scipione Rebiba
- Cardinale Giulio Antonio Santori
- Cardinale Girolamo Bernerio, O.P.
- Arcivescovo Galeazzo Sanvitale
- Cardinale Ludovico Ludovisi
- Cardinale Luigi Caetani
- Cardinale Ulderico Carpegna
- Cardinale Paluzzo Paluzzi Altieri degli Albertoni
- Papa Benedetto XIII
- Papa Benedetto XIV
- Cardinale Enrique Enríquez
- Cardinale Francisco de Solís Folch de Cardona
- Vescovo Agustín Ayestarán Landa
- Arcivescovo Romualdo Antonio Mon y Velarde
- Cardinale Francisco Javier de Cienfuegos y Jovellanos
- Cardinale Cirilo de Alameda y Brea, O.F.M.
- Cardinale Juan de la Cruz Ignacio Moreno y Maisanove
- Arcivescovo Victoriano Guisasola y Rodríguez
- Cardinale José María Cos y Macho
- Arcivescovo José Cadena y Eleta
- Cardinale Eustaquio Ilundáin y Esteban

La successione apostolica è:
- Vescovo Sabas Sarasola Esparza, O.P. (1923)
- Arcivescovo Balbino Santos Olvera (1935)